# Roberto Bencivenga (giornalista)
Roberto Bencivenga (Roma, 21 novembre 1932) è un giornalista, conduttore televisivo e dirigente d'azienda italiano.

## Biografia
Nasce in una famiglia antifascista (è nipote del generale e parlamentare Roberto Bencivenga, che fu presidente della FNSI). Il padre, Francesco, era pittore d'arte sacra. Si laurea in Giurisprudenza presso l’Università di Siena (1958).
Muove i primi passi nel giornalismo come collaboratore della rivista La Via diretta da Igino Giordani e successivamente del quindicinale Gioventù, il periodico a rotocalco della GIAC (Gioventù Italiana di Azione Cattolica).
Partecipa attivamente agli incontri dei Cattolici Scrittori promossi dalla rivista Il Ragguaglio Librario, avvicinando fra gli altri Giorgio La Pira, Davide Turoldo, don Primo Mazzolari, Michele Prisco e Giuseppe Berto.
Nel 1953 fa gavetta nel mensile Attualità. Nel 1954 entra nell'Ufficio Stampa della GIAC, nel 1955 passa alla Confederazione Nazionale Coltivatori Diretti (presieduta da Paolo Bonomi), dove cura la stampa del Movimento Giovanile (quindicinale Gioventù dei Campi). È un'occasione per sperimentare tecniche di linguaggio adatte per spiegare a un pubblico di bassa alfabetizzazione le regole del mercato agricolo nazionale ed europeo (grafici, fumetti, vignette, foto). Prendendo spunto dai fatti del mondo agricolo realizza servizi e inchieste sui consumi ed i problemi economici per il Giornale Radio RAI e numerosi rotocalchi (Gente, Oggi, Gioia).
Nel 1961 entra in RAI nella redazione di Radiosera. Nominato caposervizio e poi caporedattore del Giornale Radio, ne cura le edizioni del mattino.
Nell’ottobre del 1962 segue come inviato lo storico viaggio di papa Giovanni XXIII a Loreto ed Assisi.
Nel 1969 passa ai Programmi Culturali della TV come curatore di documentari e rubriche di pubblico servizio in campo economico. Nel 1976 con la riforma della RAI opta per il TG1.  Inizialmente cura la rubrica bisettimanale Filo Diretto-Dalla parte dei Cittadini e dalla parte dei Consumatori insieme a Leonardo Valente e Luisa Rivelli.  Quindi, come telecronista da Palazzo Chigi e notista economico in studio, segue per il TG1 i lavori della Presidenza del Consiglio (prima con Andreotti poi con Cossiga) ed i principali avvenimenti economico/finanziari: sono gli anni del secondo oil shock petrolifero e della lotta al terrorismo. Entra nel mirino delle Brigate Rosse (i carabinieri scoprono nel covo di Piazza dei Navigatori a Roma un carteggio che lo riguarda), è testimone dell’agguato al suo direttore Emilio Rossi (processo Moro ter). 

Successivamente viene nominato Caporedattore del servizio economico-sindacale del TG1. Per illustrare le leggi e i meccanismi dell'economia, tematiche difficili per il grande pubblico, utilizza la tecnica dei grafici animati e propone un supplemento specifico (la rubrica TG1 Economia, che inizialmente andava in coda al TG1 della notte).
Nel 1981 lascia la RAI per la SIP come Direttore delle Relazioni Esterne. Realizza il nuovo logo aziendale, l'ufficio per la Tutela dell’Utente, un servizio opinioni per testare la qualità del servizio e sperimenta sul Videotel un giornale telematico.
Nel 1983-84 è Direttore delle Relazioni Esterne ed Estere dell'IRI con Romano Prodi. Poi torna nell'azienda dei telefoni, diventata nel frattempo Telecom Italia, come Capo Area dei rapporti con l'esterno. Nel 1987 è assistente per l’Immagine del vicepresidente e amministratore delegato della società.
Nel 1988 è consigliere per la stampa del ministro delle Partecipazioni Statali. Nel 1989 entra nel CdA dell'Istituto Luce.
Torna al giornalismo come editorialista di Economia dei quotidiani il Tempo, Il Popolo, La Gazzetta del Mezzogiorno e alla RAI come collaboratore a diversi programmi radiofonici e televisivi.
Dal 1991 al 94 cura tre cicli di Uno Mattina Economia con una rubrica quotidiana di divulgazione economica assieme all’economista Luigi Cappugi. Nel 1995 è nominato Amministratore Delegato della NTC-Notiziari Telefonici (SpA costituita da Telecom e ANSA) e Direttore Responsabile del GT- Giornale Telefonico, erede del Giornale Telefonico 190 gestito da Rai e Sip. Su incarico della società Tin.it, sperimenta i primi notiziari informatici.
Dal 2003 al 2014 collaboratore del general contractor Astaldi sui temi di immagine e comunicazione, gestendo in particolare la campagna informativa per la costruzione della nuova Fiera di Milano, dell’Ospedale del Mare di Napoli e della linea C della metropolitana di Roma.

## Programmi
- Io Compro Tu Compri (1969-74), il primo programma televisivo di informazione e difesa dei consumatori con la consulenza di Vincenzo Dona, fondatore dell’Unione Nazionale Consumatori.
- A Come Agricoltura (1970-76), rotocalco televisivo sul mondo agricolo. L’agricoltura viene presentata dal di dentro, con le sue problematiche economiche, sociali ed umane, evidenziandone i rapporti con la distribuzione e la trasformazione delle derrate agricole e quindi con i consumatori.
- Passaggio Obbligato (1974), un programma di divulgazione economica. Gli esperti vengono intervistati davanti a grandi plastici muovendo oggetti simbolici e monete per spiegare i meccanismi che regolano i fenomeni economici.
- Sempre per i Culturali TV cura degli speciali serali in Italia e all’estero su tematiche economiche fra cui “I 10 padroni del mare”, “Pianeta legno”, “L’Atollo all’idrogeno” e “Viaggio nella zotecnia”.

## Onorificenze
- Vice-Presidente dell’Associazione Nazionale della Stampa Agricola (1968)
- Commendatore della Repubblica (1971)

## Incarichi
- Membro del Comitato d’accertamento dell’Istituto dell’Autodisciplina Pubblicitaria
- Consigliere comunale nel Comune di Mentana (Roma)
- Consigliere per la campagna del Ministero dell’Agricoltura sull’educazione alimentare
- Consigliere del Ministero dell’Industria per la campagna del risparmio energetico
- Membro della Commissione nominata dal Presidente del Senato Amintore Fanfani per la realizzazione di un’Enciclopedia Elettronica delle Attualità (1983)
- Membro della giuria del Premio letterario Fregene e del Premio Parlamento (dal 1986)
- Docente di comunicazione alla Scuola di Giornalismo della Libera Università di Latina
- Vice-Presidente dell’Associazione Culturale BluMedia

## Premi e riconoscimenti
- Premio Nazionale della Collina, 1958
- Premio radiofonico Agricoltura Nuova di Verona, 1967
- Premio Saint Vincent per la Divulgazione Economica (settore televisivo),1981
- Premio Motta “I giovani negli anni 80” (settore quotidiani), 1987
- Premio “Il Vetro, dalla parte del futuro” (settore quotidiani), 1999
- Premio Canova per la divulgazione economica per il libro “Fattore D”, 2000
- Premio speciale del Presidente per il concorso giornalistico Assovetro, 2001

## Opere
Saggistica
- L’America Verde (Edagricole ) prima edizione 1968, seconda edizione 1969
- L’Equo Canone (Vallecchi) con prefazione di Giulio Andreotti, 1978
- Come Trovare Lavoro, mestieri e professioni nell’Italia degli anni 90 (Nuova Eri),1988
- Donne in Carriera (Buffetti Editore),1990
- Fattore D (Sperling & Kupfer),premio Canova, 1998
- Il Vulcano Maledetto (Nuova Eri) insieme al prof. Luigi Cappugi, 2007

Manuali
- La denuncia dei redditi a fumetti (Le Leggi Illustrate) 1980
- I miei risparmi dove li metto?(Editrice IDI), 2010
- Noi e le banche (editrice IDI), 2012

Narrativa
- Il Dito sul Bottone (Editore Canesi), finalista Premio Viareggio Opera prima, 1972

## Curiosità
Per il nuovo modo di conduzione (in piedi o camminando) durante la trasmissione A Come Agricoltura, Bencivenga viene soprannominato dal critico televisivo dell’Espresso Sergio Saviane “la cravatta che cammina”.